# Psychotria brevicollis
Psychotria brevicollis är en måreväxtart som beskrevs av Johannes Müller Argoviensis. Psychotria brevicollis ingår i släktet Psychotria och familjen måreväxter. Inga underarter finns listade i Catalogue of Life.